# 村井美里
村井 美里（むらい みさと、1995年10月2日 - ）は、日本の女性声優。神奈川県出身。フリー。

## 略歴
普段アニメをよく見ており、親から「このキャラクターとこのキャラクターは同じ役者さんが演じているんだよ」と聞いていたという。中学時代にアニメが好きな友人と交流が増え、声優業に興味を持つようになったという。国語の授業においても朗読が好きだったことから夢に近づくことになり、進路相談では先生より否定的な言葉を返されたものの、「絶対に声優になってやる!」と反骨精神に手伝い逆に燃えたという。
高校1年生の頃に日本ナレーション演技研究所の無料体験レッスンを受けるが、高校時代に演劇部に所属するかどうかを迷っており、レッスンと演劇部との両立を相談し、「両方やるのは大変」といった結論から演劇部に集中する。高校卒業後、日ナレに入所する。日ナレ卒業後、2017年よりアイムエンタープライズに所属。
最初の仕事はイベントにおける盆踊り企画として「マツケンサンバ」を踊り、その振り付けを覚える動画の収録だという。それについては母にも「これも声優さんのお仕事なの?」と言われたものの、とても楽しかったという。声優としての最初の仕事は外画の吹き替えである。
2019年11月4日より、音泉にて『飯田友子・村井美里のお客様を喜ばせたい！』が配信開始となり、同番組で同じくパーソナリティを務める飯田友子と共に「KANPAI」というユニットを組む。ユニット名の由来は2人のギターの師匠・後藤貴徳が酒が好きであり、「楽しく演奏して楽しく打ちあがろう!」と仰ったのをいつも聞いていたことから「じゃあ、かんぱい（KANPAI）でいいんじゃないですか?」という話になったと語っている。また、組み合わせが決定した後、2人で打ち合わせをした時に「ギターを始めた」という流れになったという。
2020年7月6日に、インターネットラジオステーション音泉が配信する松岡禎丞がパーソナリティを務めるラジオ『松岡ハンバーグ』第52回で新アシスタントに就任する。
2025年6月30日、アイムエンタープライズを退所し、7月からフリーで活動することを発表。

## 人物
趣味にはピアノとバレーボール、特技にはセルフカットをそれぞれ挙げている。資格は日本漢字能力検定準2級。
地声はハスキーボイスであり、髪型がボーイッシュだった頃に事務所の先輩である松岡禎丞から初対面で「失礼ですけど…女性ですよね？」という失礼な確認をされたことがあり、松岡は言い訳として「声質が宝塚っぽかった」と返している。沢城みゆきと声が似ていると学生時代から言われており、松岡からはナレーションが似合う声だと絶賛されている。

## 出演
太字はメインキャラクター。

### テレビアニメ
2017年
- DYNAMIC CHORD（観客）
- アイドルマスター SideM（観客）

2018年
- 博多豚骨ラーメンズ（子供）
- Butlers〜千年百年物語〜（女子生徒）
- ソードアート・オンライン アリシゼーション（子供）
- レイトン ミステリー探偵社 〜カトリーのナゾトキファイル〜（2018年 - 2019年、見物人、鞄にアクセサリーをつけている女）

2019年
- W'z《ウィズ》（堺正孝〈幼少期〉）
- フルーツバスケット（TV番組）
- スタンドマイヒーローズ PIECE OF TRUTH（泉玲）

2020年
- 妖怪学園Y 〜Nとの遭遇〜（2020年 - 2021年、根民マスオ、時田コウジ、少年メラ、アイニー、ダークアサシン、ジゴクアサシン、柿留マックス、小森ヒロユキ、ハスキアン、ウー助、エルゼシャドウマン 他）
- ランウェイで笑って（ヘアメイク、幼い育人）
- あひるの空（小学生の蒲池）
- キングダム（2020年 - 2022年、カイネ） - 2シリーズ
- イエスタデイをうたって（卒業生、早川浪〈幼少期・小学生〉）
- かくしごと（受付）
- A3!（通行人）
- 宇崎ちゃんは遊びたい!
- ツキウタ。 THE ANIMATION2（始〈幼少期〉、女性）
- 名探偵コナン（女性）

2021年
- ピーチボーイリバーサイド（轟鬼）
- メガトン級ムサシ（2021年 - 2023年、女子生徒、輝の母、土方みな江） - 2シリーズ

2022年
- トライブナイン（大井南）
- 魔法使い黎明期（幼いセービル）
- 咲う アルスノトリア すんっ!（パラミル、D・スコレイ）
- 永久少年 Eternal Boys（2022年 - 2023年、子役の今川、マイコ先生、店員A、女性客、今川剛〈少年〉）

2023年
- おとなりに銀河（一郎〈幼少期・小学生〉）
- AYAKA -あやか-（沙川尽義〈幼少期〉、子供A、おばさんB、生徒会）

2024年
- ヴァンパイア男子寮（幼い蓮、女性客C、子供蓮）
- リンカイ!（前橋緑）
- 烏は主を選ばない（西家の女房）

2025年
- 薫る花は凛と咲く（母親）

### 劇場アニメ
- 劇場版 誰ガ為のアルケミスト（2019年、少年）
- 劇場編集版 かくしごと -ひめごとはなんですか-（2021年）
- 永久少年 Eternal Boys NEXT STAGE（2023年、マイコ先生）

### OVA
- スタンドマイヒーローズ WARMTH OF MEMORIES（2023年、泉玲[20]）

### Webアニメ
- 水戸市 明治維新150年記念歴史アニメーション（2018年、少年2）
- 斉木楠雄のΨ難 Ψ始動編（2019年、小学生E）
- コタローは1人暮らし（2022年、子供1、受付）
- ライジングインパクト（2024年、友達A）

### ゲーム
2017年
- スマッシュ&マジック（カティア）

2018年
- かんぱに☆ガールズ（アグネス・ケーニヒ）
- サウザンドメモリーズ（モルドレッド）
- スマッシュ&マジック（サマーソルジャー カティア）
- フィンガーナイツクロス（ミコト、ウルズ）

2019年
- アルネイルNEO（ベルフィーナ）
- グランドサマナーズ（闘竜軍神エイシス）

2020年
- De: Lithe 〜忘却の真王と盟約の天使〜（くるみ）

2021年
- 咲う アルスノトリア（パラミル）
- メガトン級ムサシ

2023年
- ストリートファイター6（市民）
- 白猫プロジェクト（ルージュ）

2024年
- ユニコーンオーバーロード（デボラ、傭兵（タイプF）/ NPC）
- 無期迷途（ヴァトゥルー)

2025年
- トライブナイン（大井南）
- 機動戦士ガンダム U.C. ENGAGE（ネオ・ジオン兵士、店員）

### ドラマCD
- 恋するヒプノティックセラピー（2020年、受付）

### 吹き替え

#### 映画
- ファンタスティック・ビーストと黒い魔法使いの誕生（モブ女子生徒(1)[32]）

#### ドラマ
- アンディ・マック（ガス）

#### アニメ
- ファイヤーバディ（イギー[33]）

### ラジオ
※はインターネット配信。
- ラジオどっとあい 村井美里のとこトン！みーくんRadi♡（2019年、AG-ON Premium※、超!A&G+※）[34]
- 飯田友子・村井美里のお客様を喜ばせたい！（2019年 - 、音泉※）[7]
- 松岡ハンバーグ（2020年 - 、音泉※）[35]

### デジタルコミック
- こっちむいて!みい子（2019年、吉田郁也[36]）
- ロイヤルテーラー -王宮の裁縫師-（2022年、エメライン[37]）
- ツーオンアイス（2023年、霧島夏日[38]）

### シリーズ一覧
1. ↑  第3シリーズ（2020年 - 2021年）、第4シリーズ（2022年）
2. ↑  シーズン1（2021年）、シーズン2（2023年）